# Guillonville
Guillonville település Franciaországban, Eure-et-Loir megyében. Lakosainak száma 463 fő (2022. január 1.). Guillonville Terminiers, Patay, Villeneuve-sur-Conie, Péronville, Bazoches-en-Dunois, Cormainville, Courbehaye, Orgères-en-Beauce és Loigny-la-Bataille községekkel határos.

## Népesség
A település népességének változása:
| Lakosok száma | 502  | 487  | 434  | 456  | 439  | 442  | 446  | 458  | 459  | 463  |
|               | 1968 | 1982 | 1990 | 2006 | 2013 | 2015 | 2017 | 2019 | 2020 | 2022 |